# 최무송 (종합격투기 선수)
최무송은 대한민국의 종합격투기 선수이다. 천무관 소속 로드 FC 밴텀급 선수이다.

## 정보
키 172CM 체중 61.5KG로 로드 FC 밴텀급 선수이다. 2014년 ROAD FC 017 YOUNG GUNS 대회에서 상대 서진수를 판정승으로 데뷔하였으며 이후 ROAD FC 020 YOUNG GUNS 대회에서 김대명과의 경기에서 다시한번 판정승을 거두며 떠오르는 루키로 각광받았으며 이후 [[ROAD FC 022] YOUNG GUNS 홍정기와의 경기에서 3연승을 도전하였으나 2R 서브미션 패했다.
최무송은 매 경기마다 물러서지 않고 전진하는 모습으로 기대를 받고있다.

## 통산 전적
- 3승 1패

| 경기일자         | 상대   | 결과 | 내용         | 대회                   |
| ---------------- | ------ | ---- | ------------ | ---------------------- |
| 2014년 8월 17일  | 서진수 | 승   | 2R 판정승    | ROAD FC YOUNG GUNS 016 |
| 2014년 12월 14일 | 김대명 | 승   | 2R 판정      | ROAD FC YOUNG GUNS 019 |
| 2015년 3월 21일  | 홍정기 | 패   | 2R 01:38 TKO | ROAD FC YOUNG GUNS 021 |
| 2015년 10월 9일  | 장대영 | 승   | 2R 판정      | ROAD FC YOUNG GUNS 025 |